# Julien Dumora

a Compétitions nationales et continentales officielles uniquement.

b Matchs officiels uniquement.
Dernière mise à jour le 16 juin 2025.
Julien Dumora, né le 24 mars 1988 à Arudy (Pyrénées-Atlantiques), est un joueur français de rugby à XV qui joue au poste de demi d'ouverture ou d'arrière.
Formé à la Section paloise où il fait ses débuts professionnels en 2006, il rejoint ensuite le RC Toulon en 2011, puis le Lyon OU un an plus tard en 2012. En 2014, il s'engage avec le Castres olympique, club avec lequel il remporte le Championnat de France en 2018.

## Biographie

### Jeunesse et formation
Julien Dumora commence la pratique du rugby au sein du club de l'Étoile sportive arudyenne. Lors du centenaire de l'Etoile en 1996, il en est le plus jeune licencié. En 2002, il est sélectionné en équipe départementale des Pyrénées-Atlantiques. En 2004, il est champion du Béarn dans la catégorie Cadets, inscrivant un drop en finale face à l'US Coarraze Nay.
Dumora intègre ensuite le centre de formation de la Section paloise à partir de 2005. Il remporte la Coupe René Crabos face au Club sportif Bourgoin-Jallieu en 2006, aux côtés de Lionel Campergue, Mickaël Drouard et Julien Fumat, sous le management de Joël Rey et Thierry Ducès. Julien Dumora inscrit 3 pénalités en finale.

### Carrière en club

#### Débuts à la Section paloise (2006-2011)
À partir de 2006, Julien Dumora intègre le groupe professionnel de la Section paloise, qui végète à cette époque-là en Pro D2. Il fait ses débuts professionnels au Stade du Hameau face à l'UBB, entrant en jeu à la 70e lors d'une victoire des sectionnistes sur le score de 33 à 10.
Dumora prolonge son contrat en 2007. Dumora cimente sa place dans le groupe et choisit de rester pour une saison de plus malgré l'intérêt de Perpignan et Brive en Top 14. Son contrat prévoit une clause libératoire si la Section reste en Pro D2.

#### RC Toulon puis Lyon OU (2011-2014)
Dumora quitte finalement la Section pour rejoindre les rangs du RC Toulon en Top 14.
Julien Dumora est contraint de chercher plus de temps de jeu en raison de la concurrence de Jonny Wilkinson et de l'arrivée de Matt Giteau au RCT. C'est pourquoi, il choisit de rejoindre le projet du Lyon olympique universitaire.

#### Castres olympique (2014-2025)
Titulaire au poste d'arrière et champion de Pro D2 avec le LOU en 2013-2014, il rejoint le double finaliste du Top 14, le Castres olympique pour un contrat de 2 ans. Buteur émérite, l'entraîneur David Darricarrère lui propose d'être la doublure de Geoffrey Palis à l'arrière et de Rémi Talès à l'ouverture.
Il espérait jouer les premiers rôles, mais le CO loupe sa saison et l'équipe végète en queue de classement.
En novembre 2016, il est sélectionné dans l'équipe des Barbarians français pour affronter l'Australie au stade Chaban-Delmas de Bordeaux. Auteur de trois pénalités (53e, 61e, 70e) et d'une transformation à la 77e minute, il permet aux Baa-Baas de s'imposer 19 à 11.
Doublure de Geoffrey Palis (souvent absent) au poste d'arrière, ses prestations sont de plus en plus appréciées. Il entre régulièrement en cours de parties, voire supplée avantageusement les absences du titulaire. S'il n'est que 8 fois titulaire en championnat, il participe tout de même à 24 matchs du Top 14.
En juin 2017, il est de nouveau convoqué pour jouer avec les Barbarians français qui affrontent l'équipe d'Afrique du Sud A les 16 et 23 juin en Afrique du Sud. Pas utilisé lors du premier match puis titulaire à l'arrière pour le second, les Baa-baas s'inclinent 36 à 28 à Durban puis 48 à 28 à Soweto.
Lors de la finale du Top 14 de 2018, au Stade de France à Saint-Denis, Julien Dumora et le Castres olympique s'imposent 29-13 face à Montpellier. Il inscrit un essai avant la mi-temps puis soulève avec le CO le Bouclier de Brennus.
En juin 2018, il est de nouveau appelé pour jouer avec les Barbarians français, coachés par Christophe Urios, qui affrontent les Crusaders puis les Highlanders en Nouvelle-Zélande. Il est titularisé lors des deux rencontres mais les Baa-baas s'inclinent 42 à 26 à Christchurch puis 29 à 10 à Invercargill.
Lors de la demi-finale du Top 14 2022, à l'Allianz Riviera de Nice, Castres élimine Toulouse (24-18). Julien Dumora inscrit un essai contre le Stade toulousain double champion de France. Castres est finaliste du Top 14 contre Montpellier.
À la fin de la saison 2022-2023, il est nommé pour l'Oscar d'Or aux Oscars du Midi olympique, récompensant le meilleur joueur français de la saison.
En février 2025, il annonce la fin de sa carrière de joueur à la fin de la saison en cours, et son projet d'entrer le staff du club castrais. Il joue son dernier match le 14 juin 2025, lors du match de barrage perdu face au RC Toulon.

### Carrière internationale
Julien Dumora connait sa première sélection en Équipe de France de rugby à XV des moins de 20 ans face à l'Irlande à Auch en février 2008. En 2008, il dispute le championnat du monde junior de rugby à XV 2008.

## Palmarès
- Vainqueur du Championnat de France Crabos en 2006 avec la Section paloise[28]
- Vainqueur du Championnat de France 2e division en 2014 avec le Lyon OU.
- Vainqueur du Championnat de France en 2018 avec le Castres olympique.
- Finaliste du Championnat de France en 2022 avec le Castres olympique.